# جون أندرسون (موسيقية)
جون أندرسون (بالإنجليزية: June Anderson)‏ هي موسيقية ومغنية ومغنية أوبرا أمريكية، ولدت في 30 ديسمبر 1952 في بوسطن في الولايات المتحدة.

## وصلات خارجية
- جون أندرسون على موقع IMDb (الإنجليزية)
- جون أندرسون على موقع مونزينجر (الألمانية)
- جون أندرسون على موقع ميوزك برينز (الإنجليزية)
- جون أندرسون على موقع أول ميوزيك (الإنجليزية)
- جون أندرسون على موقع ديسكوغز (الإنجليزية)
- جون أندرسون على موقع قاعدة بيانات الفيلم (الإنجليزية)